# Chirotica tenuipes
Chirotica tenuipes là một loài tò vò trong họ Ichneumonidae.